# NGC 5337
NGC 5337 (również PGC 49275 lub UGC 8789) – galaktyka spiralna z poprzeczką (SBa), znajdująca się w gwiazdozbiorze Psów Gończych. Została odkryta 14 stycznia 1788 roku przez Williama Herschela.